# HD 92788 b
HD 92788 b是一顆距離地球約107光年的太陽系外行星，位於六分儀座，母恆星是 HD 92788。該行星的軌道半長軸是0.97天文單位，質量為木星的3.68倍，公轉周期約326日。

## 外部連結
- . The Extrasolar Planets Encyclopaedia.   [2008-08-30]. （原始内容存档于2010-04-07）.
- . Exoplanets.   [2008-08-30]. （原始内容存档于2016-03-03）.